# 西修
西修（日语：／ Nishi Osamu，1992年4月22日—），日本漫畫家。女性。出身於愛知縣豐橋市。

## 來歷
西修在高中時期就畫過插畫，但沒有畫漫畫的經驗。然而，她對新出版的漫畫和動畫商品非常感興趣，所以我經常在高中回家的路上和朋友們一起去animate豐橋。就在考慮畢業後的將來道路時，她找不到自己想做的事情，所以決定嘗試畫漫畫。
參與了常盤莊計劃。2011年，其出道作品《少年K》在Jump SQ月刊大獎中獲得佳作，並刊登在《Jump SQ.19 秋季號》（集英社）上，從而作為漫畫家首次亮相。大約在這個時候，她開始考慮以漫畫家為職業。
19歲時，她獨自搬到東京，專注於漫畫家的事業。2013年以參加第1屆SQ.NEXT CUP並在《Jump Square》（集英社）2013年10月號上發表的短篇《旅館冥界》獲得冠軍，並於《Jump Square》從2014年11月號至2015年9月號連載。這是西修的第一部連載作品。
從本身出道作品《少年K》到《旅館冥界》，內容都以黑暗奇幻為主，所以當她在討論下一部作品應該是一部更加明朗的漫畫時，她就萌生了「一個天使般的男孩進入了一所惡魔學校」的想法。心情好多了，幾天後西修就完成了故事，隔天就抽出了名字。當時的週刊少年Champion主編看到這個名字，立即決定不再連載，並於2017年3月，在《週刊少年Champion》（秋田書店）開始連載《入間同學入魔了！》。
2024年9月，在《週刊少年Jump》（集英社）開始連載《魔男伊奇》，她擔任原作。

## 筆名
除了生日經常包含數字「2」和「4」之外，她從小就喜歡哥哥名字中的「修」字，同時意識到手塚治虫的名字，就取了筆名「西修」。

## 作品列表

### 漫畫作品

#### 連載
- 旅館冥界（日语：ホテル ヘルヘイム）（《Jump Square》2014年11月號[6]—2015年9月號）
- 入間同學入魔了！（《週刊少年Champion》2017年14號[7]—）
- 魔界的主角是我們！（日语：魔界の主役は我々だ!）（作畫：津田沼篤，《週刊少年Champion》2020年6號[9]—2025年14號[10]）—擔任原作。
- 入間同學入魔了！ if Episode of 魔手黨（漫畫：hiro者，《別冊少年Champion（日语：別冊少年チャンピオン）》2023年10月號[11]—）—擔任原案。
- 入間同學入魔了！卡爾耶格外傳（《週刊少年Champion》2024年1號[12]—2024年7號[13]）
- 魔男伊奇（作畫：宇佐崎代，《週刊少年Jump》2024年41號[8]—）

#### 短篇
- 少年K（《Jump SQ.19》秋季號，2011年）—描述誘拐犯被誘拐的少年之間的懸疑作品。
- 貸出執事 -Rental Butler-（《Jump SQ.19》2號，2012年）[14]—描述一位社長的女兒因父母的公司破產了，聘請了一位管家，同時在管家的陪伴下繼續上學。
- GetMarry（《Jump SQ.19》5號／2013年1月號，2012年）[15]
- DEAD AN DEAD（《Jump SQ.CROWN》2016年秋季號，2016年）[16]
- （《別冊少年Champion（日语：別冊少年チャンピオン）》2018年8月號[17]，2018年）

### 書籍

#### 漫畫單行本
- 《旅館冥界（日语：ホテル ヘルヘイム）》，集英社〈JUMP COMICS〉2015年，全3冊
  - （新書版）秋田書店〈少年Champion Comics（日语：少年チャンピオン・コミックス）〉2019年，上下冊
- 《入間同學入魔了！》，秋田書店〈少年Champion Comics〉2017年—，已出版44冊（截至2025年8月7日）
- 《魔界的主角是我們！（日语：魔界の主役は我々だ!）》，作畫：津田沼篤，秋田書店〈少年Champion Comics〉2020年—2025年，全22冊
- 《入間同學入魔了！ if Episode of 魔手黨》，漫畫：hiro者，秋田書店〈少年Champion Comics〉2023年—，已出版5冊（截至2025年4月8日）
- 《入間同學入魔了！卡爾耶格外傳》，秋田書店〈少年Champion Comics〉2024年—，已出版1冊（截至2024年4月8日）
- 《魔男伊奇》，作畫：宇佐崎代，集英社〈JUMP COMICS〉2025年—，已出版3冊（截至2025年6月4日）

#### 粉絲書
- 《入間同學入魔了！官方Fanbook 惡魔學園巴比魯斯入學資訊》，秋田書店〈少年Champion Comics〉，2023年3月8日發行 ISBN 978-4-253-20132-2

### 其它
- 常盤莊計劃，NEWVERY（日语：NEWVERY），2014年 ISBN 978-4-9905451-6-1—封面插圖[18]
- 《薔薇王的葬隊》致敬插圖（《月刊Princess（日语：月刊プリンセス）》2021年10月號[19]）
- 刃牙系列30週年紀念企劃祝賀插圖（《週刊少年Champion》2021年44號[20]）
- 《吸血鬼馬上死》官方選集企劃「我們新橫濱見」第4彈（《Mystery Bonita》2021年11月號[21]）—羅納德的彩頁插圖[21]，《我們新橫濱見》第1冊收錄[22][23]
- 《我內心的糟糕念頭》應援（動畫官方Twitter公開[24]，2023年4月26日[24]）
- （芹澤優的歌曲，2019年）—「os.nishi」名義[25]，作詞

## 外部連結
- 西修的X（前Twitter） （日語）